# Nachal Jo'av
Nachal Jo'av (hebrejsky: נחל יואב) je vádí v pobřežní nížině v Izraeli. Začíná v nadmořské výšce přes 150 metrů severně od vesnice Ejtan, poblíž železniční tratě Kirjat Gat-Aškelon. Směřuje pak k severozápadu plochou a zemědělsky využívanou krajinou. Z východu míjí vesnici Zohar a umělou vodní nádrž Ma'agar Zohar. Stáčí se potom k severu a vede mezi vesnicemi Nir Chen, Nehora a Šachar. Z východu pak obchází vesnice Ocem a Jad Natan, u které zleva ústí do toku Lachiš.